# احمد المحارمه
احمد المحارمه (عربی: أحمد المحارمة؛ زادهٔ ۱۸ ژوئن ۱۹۹۷) بازیکن فوتبال اهل اردن است.
وی همچنین در تیم‌های ملی فوتبال زیر ۲۳ سال اردن و اردن بازی کرده‌است.